# O Lado Certo da Vida Certa
O Lado Certo da Vida Certa é o quinto álbum de estúdio da dupla Bonde da Stronda. A produção para o álbum ocorreu após o lançamento de Feito pras Damas no início de 2013. As gravações aconteceram a partir de maio e se estenderam até agosto de 2013. Dennis DJ, que trabalhou com a dupla em seus lançamentos anteriores, voltou como produtor executivo do disco.
O primeiro single do álbum, "Eu Só Queria", foi lançado no dia 15 de agosto de 2013. Logo mais, no mesmo dia, foi lançado um videoclipe para canção. Em outubro foi anunciado o segundo clipe do disco, "Na Atividade". O Lado Certo da Vida Certa foi lançado oficialmente em 30 de setembro de 2013.

## Precedentes
Desde o início de 2013, Mr. Thug já havia anunciado que um novo álbum estava em andamento após o lançamento de seu quarto disco, Feito pras Damas, em janeiro de 2013. A partir de maio, Mr. Thug e Léo Stronda vieram postando fotos em seus perfis de redes sociais deles no estúdio durante a gravação do álbum e trabalhando em algumas músicas novas.
Em entrevista ao G1, Mr. Thug fala sobre o álbum, e cita o nome de algumas faixas, como "Sozinha", "Na Atividade" e "Virtude", também revela que uma das faixas contará com a participação do funkeiro MC Guimê. Mr. Thug também conta que a canção "Virtude" é um hardcore melódico que tem a influência de Chorão. Em entrevista a Mix TV, eles disseram que ainda não sabem quantas participações ocorrera no álbum, "Vai depender da vibe da música, pra gente ver quem a gente pode chamar que é de acordo com a faixa" diz Léo. Bonde da Stronda comentou um pouco sobre o novo álbum ao SRZD. Léo Stronda cita que estão em busca de uma distribuidora para comercialização do álbum, porém também cita que o disco será também disponibilizado para download digital gratuito no website oficial da dupla.
| “ | O novo álbum é um trabalho mais maduro, mas não porque a gente quer passar uma visão madura, mas porque a gente cresceu realmente [...] A gente vai começar a falar um pouco mais sobre o que estamos vivendo no momento. Não vai faltar também as músicas que estamos acostumados a fazer, esse lance mais Stronda, mas a galera vai notar uma diferença no amadurecimento | ” |

Em uma entrevista para o O Globo, Mr. Thug explica, "Nosso público começou a ficar mais velho. Antes, fazíamos shows só para menores de idade. Hoje, muitos são maiores. Nós amadurecemos também, entramos em outra vibe". Durante apresentação no Estúdio ShowLivre transmitido ao vivo em 17 de setembro, Bonde da Stronda citou um pouco de seu novo álbum, falaram de seu recente single "Eu Só Queria", a produção do clipe e a censura na nova letra, amadurecimento pessoal e profissional, as influencias em seu novo trabalho e também um pouco sobre a alienação das pessoas em relação ao seu estilo musical, Léo afirma que, "A nossa música vem com influencia muito internacional [...] então muitas das coisas que temos de influencia do rap internacional falam das mesmas coisas que a gente, só que nós falamos em português".
| “ | O rap, a música é livre. Sabe você pode falar de vários assuntos, eu acho que cada um tem que contar a sua realidade. Não adianta nada você viver uma coisa e só porque você vai cantar rap, tu vai cantar das dificuldades [sociais, periferias, etc], ninguém é obrigado a isso. | ” |

## Desenvolvimento e lançamento
No dia 16 de maio de 2013 foi postado um teaser da canção "Sozinha". Mais tarde, em 23 de maio foi lançado a segunda teaser com a música que traz a participação de MC Guimê chamada "Na Atividade". Em agosto de 2013, durante apresentação a Play TV, o Bonde da Stronda revela que o álbum estaria quase finalizando e que estão trabalhando nos últimos detalhes. Mr. Thug também cita que o álbum poderia ser lançado em setembro. Além disso, falam que estão trabalhando em um projeto com Prexeca Bangers para lançar um 'hino da stronda'. No dia 14 de agosto um terceiro teaser foi lançado, trazendo a participação de Prexeca Bangers, revela mais uma faixa do disco, a canção "Nós Somos a Stronda". Logo mais tarde, em 15 de agosto através de uma publicação no Facebook, Bonde da Stronda disse: "Ontem terminamos de gravar as vozes do nosso CD novo, agora falta a parte de mixagem e masterização. Falta pouco pro nosso novo CD sair, em breve nós daremos uma data!".
Em 16 de setembro, Bonde da Stronda anunciou uma data de lançamento de O Lado Certo da Vida Certa para o dia 30 de setembro deste ano, e publicaram um vídeo teaser sobre o álbum em seu canal oficial no YouTube. Logo depois, se iniciou a pré venda do disco no iTunes e ONErpm, liberando o nome das doze faixas do disco, a canção citada como "Virtude" em entrevistas foi renomeada para "Os Dias". No dia 25 de setembro foi publicado com exclusividade ao SRZD o encarte do disco. Na noite de 29 de setembro, o álbum inteiro foi carregado no YouTube pelo canal oficial do Bonde da Stronda, permitindo aos fãs ouvirem o álbum antes da data oficial de lançamento. O disco foi lançado oficialmente em 30 de setembro pela Galerão Records e esteve em quarto lugar nos álbuns mais vendidos no iTunes, além de ser destaque na página inicial na seção recomendados.
Bonde da Stronda esteve presente no Estúdio Play TV, em 9 de novembro, eles cantaram algumas músicas de seu novo disco, e também apresentaram a canção "Mansão Thug Stronda" e gravaram uma versão de "Não é Sério" em homenagem ao Charlie Brown Jr., banda que sempre os inspirou a compor. Além disso, cantaram pela primeira vez ao vivo a canção "Na Atividade", que ainda não tinha sido nem tocada em shows. Em 11 de dezembro, a dupla fez parte do ONErpm Sessions onde apresentaram a canção "Sozinha" e falaram um pouco sobre suas composições, fãs e o sucesso de sua carreira.
Tendo sido uma das sessions mais assistidas e agitadas de 2013, o Bonde da Stronda voltou a se apresentar no Estúdio Showlivre que foi transmitido ao vivo no dia 22 de janeiro de 2014, eles demonstraram e cantaram músicas de seu novo álbum, O Lado Certo Da Vida Certa, contando sobre a produção e influencias, além de assuntos diversos.

## Singles
Após estourar na internet e nos principais canais de música com seus clipes anteriores, Bonde da Stronda voltam aos estúdios e às ruas. No dia 13 de julho de 2013, em apresentação a JMCD Channel, Mr. Thug anuncia que teriam começado as gravações de um videoclipe no topo da Barra da Tijuca, Rio de Janeiro, para a canção "Eu Só Queria", ele apenas disse em seguida "Vocês vão conferir logo mais nosso novo clipe, é isso ai". A partir de 18 de julho, Bonde da Stronda, principalmente Mr. Thug, veio postando curtos videos e algumas fotos em suas redes sociais das gravações e dos bastidores do videoclipe. Em 9 de agosto foi lançado um teaser de 39 segundos do clipe, anunciando também uma data para o dia 15 de agosto. Sendo dirigido e editado por Junior Marques, as gravações aconteceram nas praias de Itacoatiara, em Niterói, região metropolitana do Rio de Janeiro e também na Praia de Grumari, na Barra da Tijuca. A atriz Jade Seba participou das gravações, com um ar sombrio, a musa aparece de caveira logo nas primeiras cenas do clipe. No começo do vídeo,  Mr. Thug aparece dirigindo uma Mercedes e cantando sobre escapar dos problemas. Também é feito uma homenagem a Chorão, nos primeiros segundos do clipe, Thug aparece usando a blusa com um dos símbolos preferidos do falecido vocalista do Charlie Brown Jr. Logo mais, a dupla aparece em uma festa curtindo a vida com os amigos e várias cenas do Rio de Janeiro. A canção "Eu Só Queria", que já fazia parte de seu álbum anterior, foi regravada e lançada no dia 15 de agosto de 2013 como primeiro single e vídeo musical do disco. O clipe foi destaque na página inicial do YouTube tendo alcançado mais de 200 mil acessos em seu primeiro dia e, logo mais, no segundo dia o vídeo passou de meio milhão de acessos.

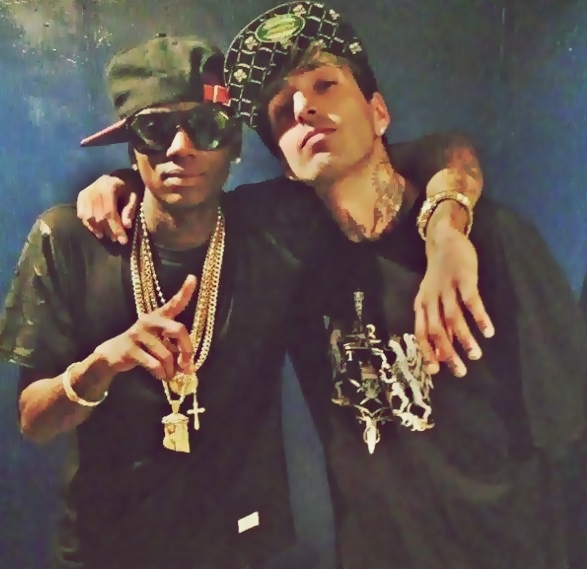
Rapper americano Soulja Boy e Mr. Thug em 2013.
A dupla conheceu a modelo americana Natalie Nunn através do rapper.

Depois do sucesso de seu novo hit "Na Atividade", que passou dos 200 mil acessos no YouTube em apenas um dia, o Bonde da Stronda anuncia um clipe para a canção. Em 12 de outubro a dupla se iniciam as gravações do segundo videoclipe do disco, que será também produzido pela JMCD Channel com direção de Junior Marques. O vídeo conta com participação especial da modelo americana Natalie Nunn, a qual a dupla conheceu através do amigo e rapper americano Soulja Boy. Também traz participação do cantor MC Guimê, que além disso tem colaboração na música. A partir de 14 de outubro foram postadas fotos dos bastidores do clipe nas paginas oficiais da JMCD Channel. Na noite de 16 de outubro, o Bonde da Stronda e Natale Nunn liberaram mais algumas fotos dos bastidores em suas redes sociais. Em 18 de dezembro foi lançado um teaser de vinte e dois segundos do clipe. No sabado de 19 de janeiro de 2014, o clipe foi lançado oficialmente sendo destaque na página principal do YouTube passando dos 250 mil acessos em vinte a quatro horas. O vídeo teve direção de Junior Marques, sendo produzido pela JMCD Channel e Galerão Filmes também conta com participação de Dennis DJ. Em entrevista ao Sidney Rezende, "Começamos garotos. Eu com 16, e o Leo com 14. Fazíamos nossos clipes em casa e colocavamos na internet, somente para mostrar para os amigos. Não imaginávamos, naquela época, que atingiríamos o publico que temos hoje", lembrou Mr. Thug.
Em abril de 2014, o Bonde da Stronda anunciou um terceiro vídeo clipe para o disco. No dia 28 de abril, a dupla iniciou as gravações de seu novo clipe para a canção "Da Meu Copo" e divulgaram fotos das filmagens. As gravações se estenderam até 8 de maio e o videoclipe foi lançado em 20 de junho de 2014.

## Faixas
As faixas do álbum foram anunciadas em 16 de setembro e conta com doze canções ao todo, sendo uma a regravação do hit "Eu Só Queria". O disco conta com participações de Prexeca Bangers e MC Guimê. Todas as canções foram escritas e compostas por Mr. Thug, exceto onde está indicado.
| Edição Padrão |                                               |                         |         |  |
| N.º           | Título                                        | Compositor(es)          | Duração |  |
| 1.            | "Na Atividade" (part. MC Guimê)               | Mr. Thug, MC Guimê      | 4:40    |  |
| 2.            | "Dá Meu Copo"                                 |                         | 3:23    |  |
| 3.            | "Sozinha"                                     | Mr. Thug, Dennis DJ     | 3:33    |  |
| 4.            | "Eu Só Queria"                                |                         | 4:26    |  |
| 5.            | "Pureza, é Pureza"                            |                         | 2:53    |  |
| 6.            | "Aprendi"                                     |                         | 2:47    |  |
| 7.            | "Não Tenho Dom"                               |                         | 2:47    |  |
| 8.            | "Tá Nos Seus Olhos"                           |                         | 3:02    |  |
| 9.            | "Para de Caô"                                 |                         | 3:42    |  |
| 10.           | "Os Dias"                                     |                         | 3:22    |  |
| 11.           | "Vivo a Lutar"                                |                         | 4:25    |  |
| 12.           | "Nós Somos a Stronda" (part. Prexeca Bangers) | Mr. Thug, MC Fox, McMãe | 5:19    |  |

## Créditos
Créditos para O Lado Certo da Vida Certa.

### Músicos
| Bonde da Stronda - Mr. Thug – vocal, composição geral, produção - Léo Stronda - vocal, composição, baixo | Músicos adicionais - MC Guimê - vocal/composição em "Na Atividade" - Prexeca Bangers - vocal/composição em "Nós Somos a Stronda" |

### Produção
| - Dennis DJ - produtor, mixagem, masterização - Victor Jr. - produção adicional, engenheiro, programação, sintetizadores | - XXT Corporation - design, ilustrações - Blazer- fotografias |

## Histórico de lançamento
| Região         | Data                   | Gravadora       | Formato              | Catálogo   | Ref    |
| -------------- | ---------------------- | --------------- | -------------------- | ---------- | ------ |
| Brasil         | 30 de setembro de 2013 | Galerão Records | CD, Download digital | XXT-ACE-CD | [ 35 ] |
| Estados Unidos | 30 de setembro de 2013 | Galerão Records | CD, Download digital | B00F9IBQGK | [ 36 ] |